# Roccaverano (dê)
Roccaverano là một giống dê bản địa của dê trong nước Ý. Giống này xuất phát từ Langhe, ở các tỉnh Asti và Cuneo, ở Piemonte ở phía tây bắc Ý. Nó được nuôi dưỡng chủ yếu ở Langa Astigiana, phần lớn nằm trong dãy núi Comunità montana Langa Astigiana Val Bormida, và được đặt tên cho thị trấn và vùng đầm lầy của Roccaverano trong khu vực đó. Nguồn gốc của giống này chưa được biết rõ. [2]
Roccaverano là một trong bốn mươi ba giống dê nội địa của Ý phân bố hạn chế mà một cuốn sách được lưu giữ bởi Associazione Nazionale della Pastorizia, hiệp hội chăn nuôi cừu và dê quốc gia Ý. Vào cuối năm 2013, số cá thể giống này đã đăng ký được báo cáo là 3117 và năm 2390.

## Sử dụng

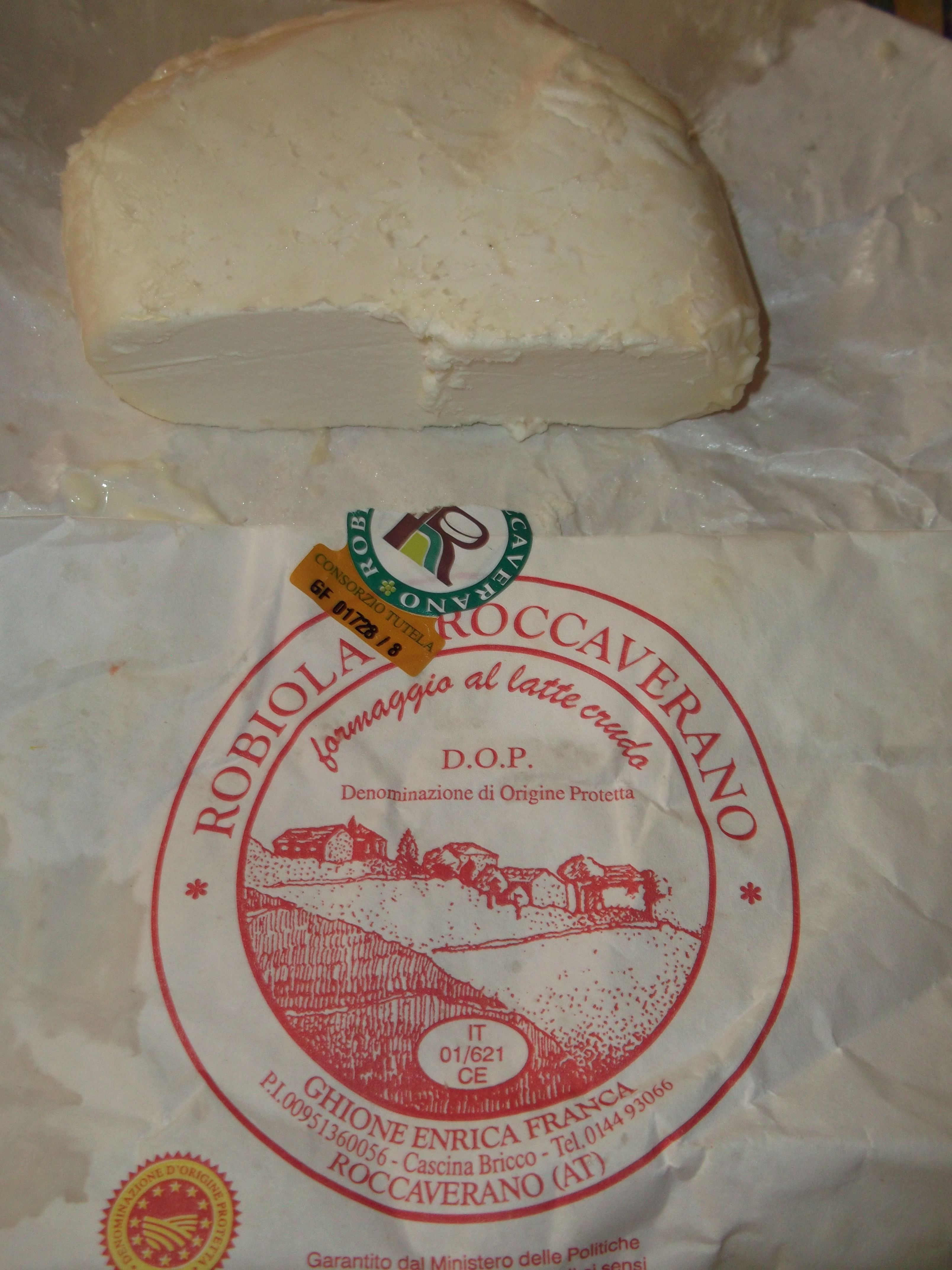
Phomát Robiola di Roccaverano

Năng suất sữa của Roccaverano trên mỗi chu kỳ sữa khoảng 240 ngày là 246 ± 76 lít đối với dê cái sinh lần đầu, 378 ± 146 l đối với dê cái sinh con thứ hai, và 397 ± 154l đối với dê sinh các lần sau. Sữa dê này có trung bình 3,30% chất béo và protein 3,05%, và tất cả được sử dụng để làm robiola, hoặc Robiola di Roccaverano, được xử lý với một hỗn hợp sữa bò, sữa dê và sữa cừu, trong đó có tình trạng DOP; hoặc sữa dê nguyên chất Robiola di Roccaverano pura caprina.
Dê từ 30–45 ngày tuổi và nặng 12–14 kg được giết mổ vào thời điểm Phục Sinh.